# Зерноїд перуанський
Зерноїд перуанський (Sporophila simplex) — вид горобцеподібних птахів родини саякових (Thraupidae). Мешкає в Еквадорі і Перу.

## Опис
Довжина птаха становить 11-11,5 см. У самців голова і спина сірі, крила і хвіст темно-сіро-олвкові, покривні пера крил мають білі кінчики. Горло і груди світлі, сіро-коричневі, живіт рудувато-жовто-сірий. Очі чорні, повіки білі, лапи сорні, дзьоб оранжево-коричневий. Самиці мають подібне забарвлення. Вони мають менші розміри, покривні пера крил у них не мають білих кінчиків, дзьоби бурувато-сірі.

## Поширення і екологія
Перуанські зерноїди мешкають на західних схилах Анд в південному Еквадорі (на південь від Асуаю) та західному Перу (на південь до Іки). Вони живуть в чагарникових заростях, на полях і пасовищах. Зустрічаються на висоті до від 600 до 1800 м над рівнем моря над рівнем моря. Живляться насінням.